# Pomadasys argenteus
Pomadasys argenteus es una especie de peces de la familia Haemulidae en el orden de los Perciformes.

## Morfología
Los machos pueden llegar alcanzar los 70 cm de longitud total.

## Distribución geográfica
Se encuentra desde el Mar Rojo hasta las Filipinas, el sur del Japón, el norte de Australia y Nueva Caledonia.